# Nicandro Puente
Nicandro Puente Eguía (Jaumave, Tamaulipas, México; 16 de marzo de 1953 - Ciudad de México, 14 de agosto del 2005) fue un pintor y muralista mexicano, virtuoso del dibujo y amante de los grandes formatos. Creador polifacético, trabajó de manera intermitente varias series: Zoomorfías, Anatomías equivocadas, Cuerpos fragmentados, Rostros de la angustia, Nocturnos, Luz y sombra, fundó el Patronato Metropolitano de Apoyo al Muralismo Comunitario y realizó en la Unidad Habitacional Nonoalco Tlatelolco los murales: Tlatelolco, raíz y expresión de México (1998), Homenaje a la mujer (1999) y 1985 Sismo y resurrección (2000), y otros dos que quedaron en proceso en los edificios Revolución y Molino del Rey.[cita requerida]

## Reseña biográfica
Estudió pintura y dibujo en el Instituto Tamaulipeco de Bellas Artes y en talleres independientes de dibujo anatómico y técnicas mixtas de pintura,  en 1969, a los 16 años, realizó su primera exposición colectiva. En 1987 fue seleccionado en el Salón Nacional de Pintura del INBA para 1998 seleccionado en la Bienal de Río Grande en Mc. Allen, Texas, ese mismo año fue becado por PACMYC - CNCA y en 2003 por la Secretaría de Cultura del GDF.
Durante su trayectoria realizó más de 40 exposiciones individuales y colectivas destacando entre ellas: 
“Bocetario” (Universidad de Edimburg, Texas, 1988), ”Obra reciente” (por invitación del Consejo Mayor Universitario de Chaminade, Madrid, España), Festival Europalia (Bruselas, Bélgica, 1993) ”Dibujo y pintura” (Museo de Reynosa, 1995), ”Plástica tamaulipeca. Cuatro exponentes contemporáneos” (1998), ”Miradas en tránsito (Instituto Cultural de Aguascalientes),”La luz desnuda” en el Centro de las Artes de Sonora, 2000, Signos seriales (museo Metropolitano de Monterrey, 2000, “La piel de la Intemperie” Galería Reforma, IMSS en, 2004. 

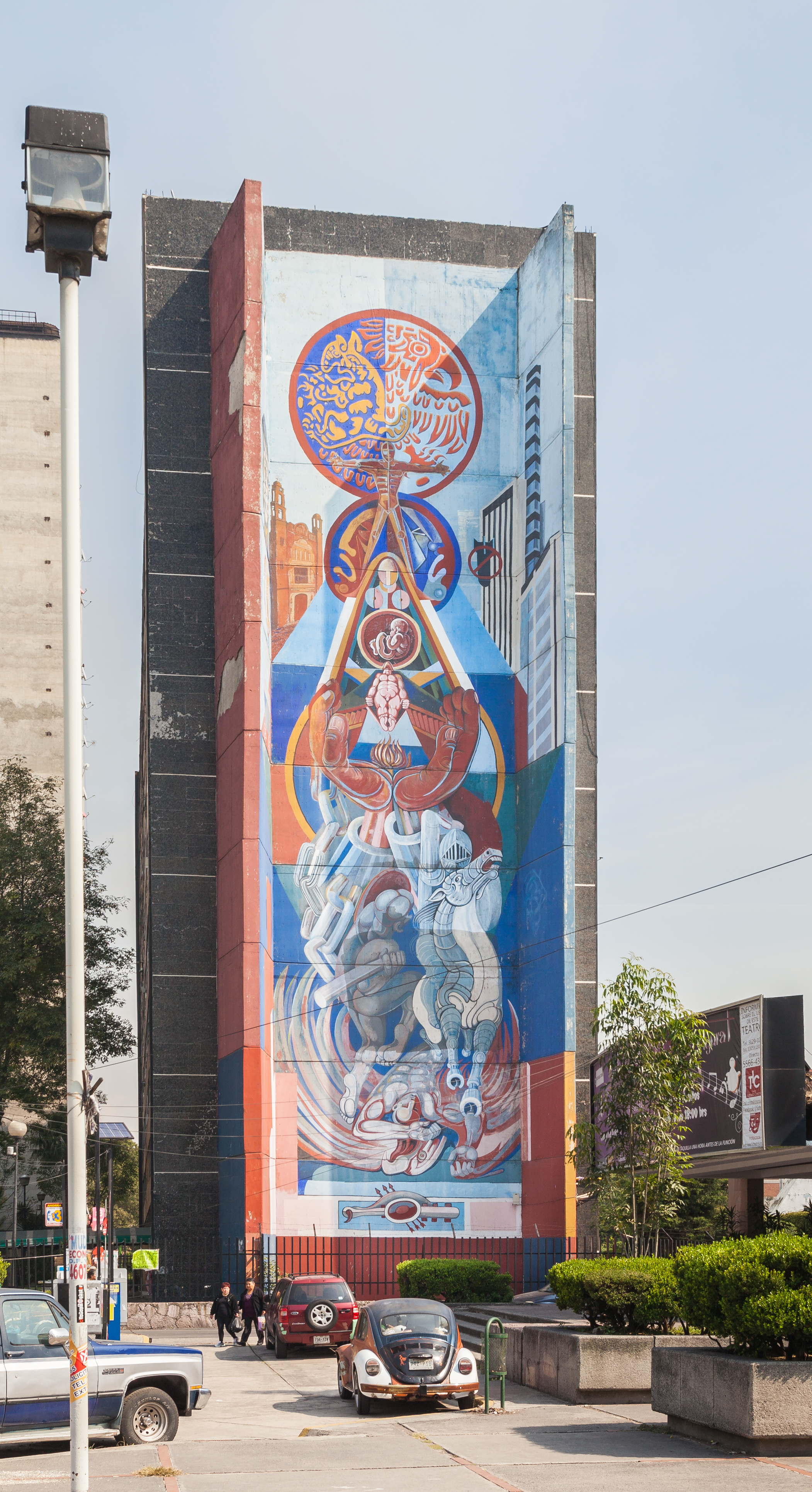
Mural de Nicandro Puente en el edificio Aguascalientes, Unidad Habitacional Nonoalco Tlatelolco.

Realizó grandes esfuerzos de promoción de las artes para 1973 fue nombrado maestro de dibujo en el ITBA y desde entonces se involucró en proyectos de investigación y experimentación plástica. En 1979 fundó el grupo de Promoción Cultural y de Acción Multidisciplinaria, En la década de los noventa fue nombrado como subdirector Académico de la Escuela Nacional de grabado, pintura y escultura La Esmeralda del Instituto Nacional de Bellas Artes. Asimismo participó en congresos y como delegado al Encuentro Latinoamericano de Promoción Cultural y Educación Artística (1992, La Habana, Cuba). 
Su pasión por el gran formato y el muralismo lo llevó a crear en 1998 La Red Urbana de Muralismo Comunitario realizando en la Unidad Habitacional Nonoalco Tlatelolco los murales: Tlatelolco, raíz y expresión de México (1998), Homenaje a la mujer (1999), 1985 Sismo y resurrección (2000), quedando en proceso otros dos en los edificios Revolución y Molino del Rey.
Muere el 14 de agosto de 2005 en la Ciudad de México, víctima de un padecimiento en el corazón.

## Distinciones
- Seleccionado en el Salón Nacional de Pintura del Auditorio Nacional Archivado el 11 de agosto de 2017 en Wayback Machine. del INBA 1987
- Seleccionado en Bienal de Río Grande en Mc. Allen, Texas 1987
- Beca  PACMYC - CNCA 1998